# 神戸市立西図書館

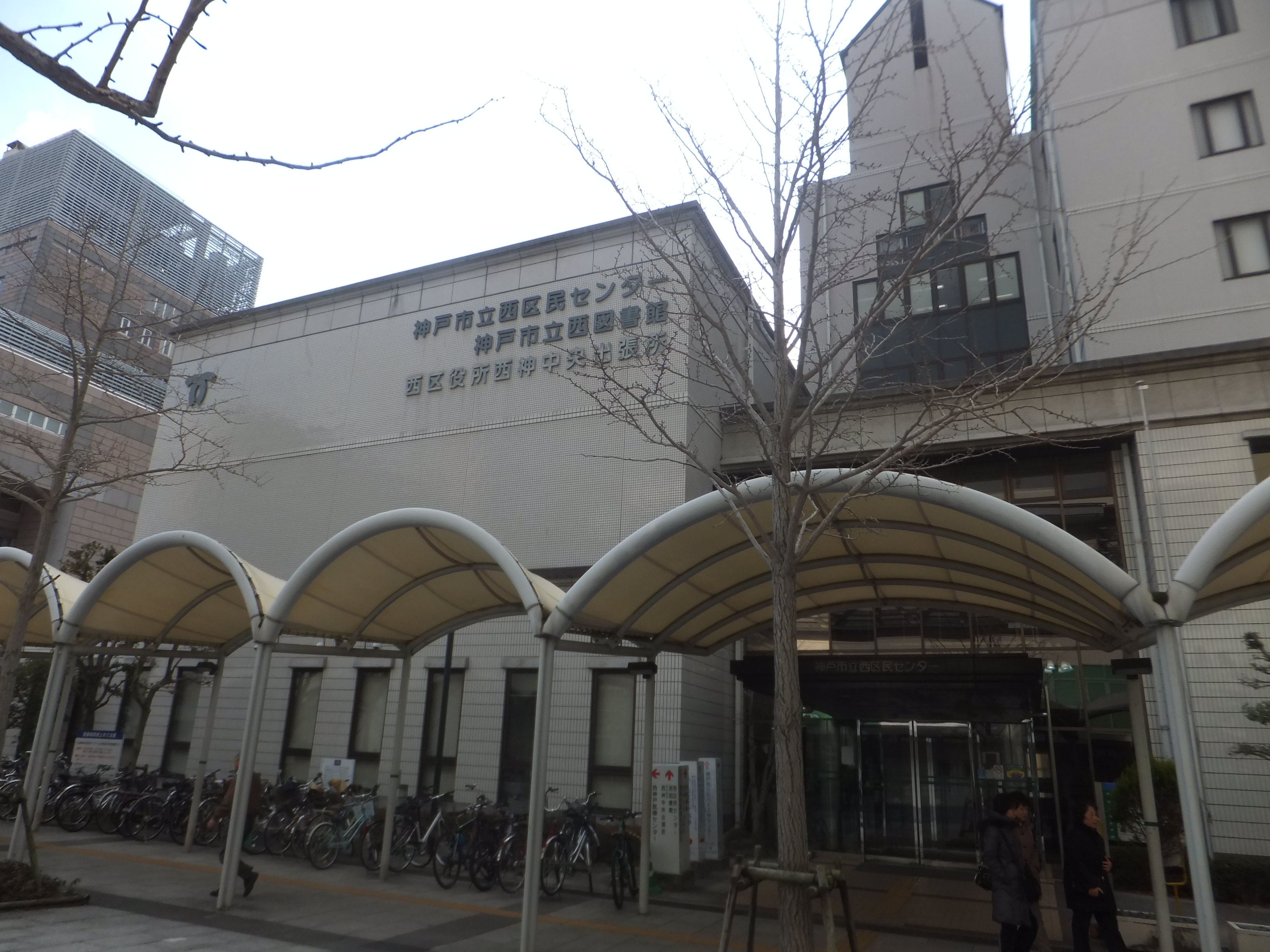
移転前の西図書館（2013年）

神戸市立西図書館（こうべしりつにしとしょかん、Kobe Nishi Municipal Library）は、神戸市が西区に設置している神戸市立図書館の地域拠点館である。神戸市立図書館11館中では最も西に位置する。
2016年（平成28年）度実績では蔵書数が104,502冊で11館中第4位、来館者数は510,018人で第5位、貸し出し冊数は915,671冊で東灘図書館に次いで第2位となっている。なお、蔵書数については移転に伴い増加が見込まれる。
貸し出し条件等は神戸市立図書館#貸し出しを参照のこと。

## 概要
1970年（昭和45年）10月2日に伊川谷町の西神文化センター内で開設された神戸市立図書館西神分室を前身とする。同分室は垂水区北部の開発に伴う人口増加を受けて設置されたもので、1972年（昭和47年）4月1日には神戸市内の各行政区ごとに地域拠点館を整備する方針に基づき神戸市立西神図書館へ改称された。
1982年（昭和57年）、西神ニュータウンの造成開始。同年8月1日には垂水区北部（旧明石郡伊川谷村、櫨谷村など7村の地域）を分割し、新たに西区が設置されたことに伴い西図書館（初代）へ改称する。1987年（昭和62年）に神戸市営地下鉄西神・山手線が西神中央駅まで延伸開業した後、1989年（平成元年）4月27日に駅前でオープンした西区民センター1階で2代目の西図書館が開館した。組織上は伊川谷町の西図書館（初代）を西神中央へ移転開館させたものではなく、初代館を廃止して新たに同名の西図書館を開館させたという扱いになっている。
その後、2022年（令和4年）10月1日に西区民センターから、なでしこホールも入居している「なでしこ芸術文化センター」へ移転した。現在の図書館は約30万冊を収容することができる。
2012年（平成24年）に市内各区の地域拠点館で開設された「おきしお文庫」では各館ごとに収集テーマが設定されているが、西図書館のテーマは環境・エコ（生活）とされている。
西区では自動車図書館「みどり号」が区内2か所のスポット（桜が丘東町公園、蓮池公園）を巡回しているが、組織上は西図書館ではなく中央図書館の直下に置かれている。

### 施設
神戸市立図書館では初となるグループ学習室のほか、座席は約300席を備えている。なお、グループ学習室以外の座席はweb予約が可能である。

#### 各階
| 階 | |
| 3F | 一般図書（技術・工学 産業） 学び直しコーナー 公開書庫 セミナー室 学習室1-3 座席予約機・自動貸出機                     |
| 2F | 一般図書（技術・工学/産業を除く） 参考図書 雑誌 予約図書セルフ受取棚 グループ学習室 個人ブース 座席予約機・自動貸出機 |
| 1F | 児童図書 親子読書コーナー おはなしの部屋 対面朗読室                                                                   |

## アクセス
- 651-2277 兵庫県神戸市西区美賀多台1丁目1番1 なでしこ芸術文化センター

神戸市営地下鉄西神・山手線西神中央駅下車、徒歩3分。
2022年（令和4年）に区役所が西神中央駅東側へ新築移転されるのに伴い、図書館は区民センターから駅の西側に新設されるホール内へ移転した。

### 周辺
- 西神戸医療センター
- 神戸西警察署
- 神戸西郵便局
- 西神中央文化センター
- プレンティ
- 西神中央駅百貨店ビル
- 西神中央公園